# Hohenbergia burle-marxii
Hohenbergia burle-marxii är en gräsväxtart som beskrevs av Elton Martinez Carvalho Leme och Walter Till. Hohenbergia burle-marxii ingår i släktet Hohenbergia och familjen Bromeliaceae. Inga underarter finns listade i Catalogue of Life.